# 양승면
양승면(1997년 5월 24일 ~ )은 대한민국의 농구 선수이며, 안양 KGC인삼공사 농구단 소속이다. 포지션은 포인트 가드이다. 서울목운초등학교, 목운중학교, 안양고등학교, 성균관대학교 스포츠과학과를 졸업했다. 2020 KBL 신인드래프트에서 3라운드 5순위로 지명되어 안양 KGC인삼공사 농구단에 입단했다.